# Birger Bergersenfjellet
Birger Bergersenfjellet är ett berg i Antarktis. Norge gör anspråk på området. Toppen på Birger Bergersenfjellet är 3 170 meter över havet.
Terrängen runt Birger Bergersenfjellet är bergig västerut, men österut är den kuperad. Birger Bergersenfjellet är den högsta punkten i trakten. Trakten är glest befolkad. Det finns inga samhällen i närheten. 